# Bertrand-François Mahé de La Bourdonnais
Pour les articles homonymes, voir Mahé et La Bourdonnais.
Bertrand François Mahé de La Bourdonnais, né à Saint-Malo le 11 février 1699, et mort à Paris le 10 novembre 1753, est un officier de marine, amiral de France, et administrateur colonial français.
Engagé jeune au service de la Compagnie française des Indes orientales, il se distingue une première fois lors de la prise de Mahé (Inde) en 1724. Nommé Gouverneur général des Mascareignes pour le compte de la Compagnie des Indes en 1733, il prend son poste en 1735 et modernise, à renforts de grands travaux, les établissements français des mers de l'Inde, l'Isle de France et l'île Bourbon. Ces travaux lui valent l'hostilité de certains directeurs de la Compagnie, à Paris, en raison de leur coût. Mahé de La Bourdonnais développe aussi la traite négrière afin d'alimenter les îles en esclaves,. À Bourbon, il intensifie la lutte contre le marronnage (fuite des captifs).
En France, lorsque la guerre de Succession d'Autriche éclate, La Bourdonnais propose au ministre de la Marine, Jean Frédéric Phélypeaux de Maurepas, de prendre la tête d'une escadre pour assurer la supériorité de la France sur l'océan Indien. Il se distingue le 6 juillet 1746, à la bataille de Négapatam, contre une escadre anglaise, supérieure en nombre, commandée par Lord Peyton. Cinq mois plus tard, il prend Madras, pratiquement sans combattre, et négocie une rançon avec le commandant anglais de la place. Cet épisode sera à l'origine de l'opposition qu'il aura avec le général Dupleix, partisan d'une destruction de la ville. Accusé d'entente avec l'ennemi, il est destitué de son poste de gouverneur général des Mascareignes et envoyé en mission en Martinique. Il rentre en Europe sous un faux nom, mais est reconnu et reste prisonnier quelque temps à Londres. Il obtient la permission de rentrer en France pour défendre son honneur, mais est rapidement embastillé sur ordre du Roi, en 1748. Il doit attendre 1751 pour être jugé, et profite de sa captivité pour rédiger ses Mémoires. Innocenté, il meurt peu après sa libération, le 10 novembre 1753, à l'âge de 54 ans.

## Biographie

### Origines et famille
Bertrand François Mahé de La Bourdonnais est le petit-fils de Bertrand Mahé (1630-1715), sieur de la Bigotière, syndic de Dinan.
Il est le fils ainé de Jacques Mahé, sieur de La Bourdonnais (1674-1705), armateur et capitaine de navire, et de Ludivine Servane Tranchant, demoiselle de Prébois (1671-1741).
De cette union naissent :
- Bertrand François Mahé de La Bourdonnais (1699-1753)
- Jacques César Mahé, sieur de La Villebague (1704-1749), capitaine de navire, conseiller honoraire au Conseil supérieur de Pondichéry
- Mathurine Mahé, née vers 1700. Elle épouse en 1725 Jean Blaize (de Maisonneuve) (1701-1765) et est la mère de Louis Blaize de Maisonneuve

### Jeunesse et débuts au service de la Compagnie des Indes

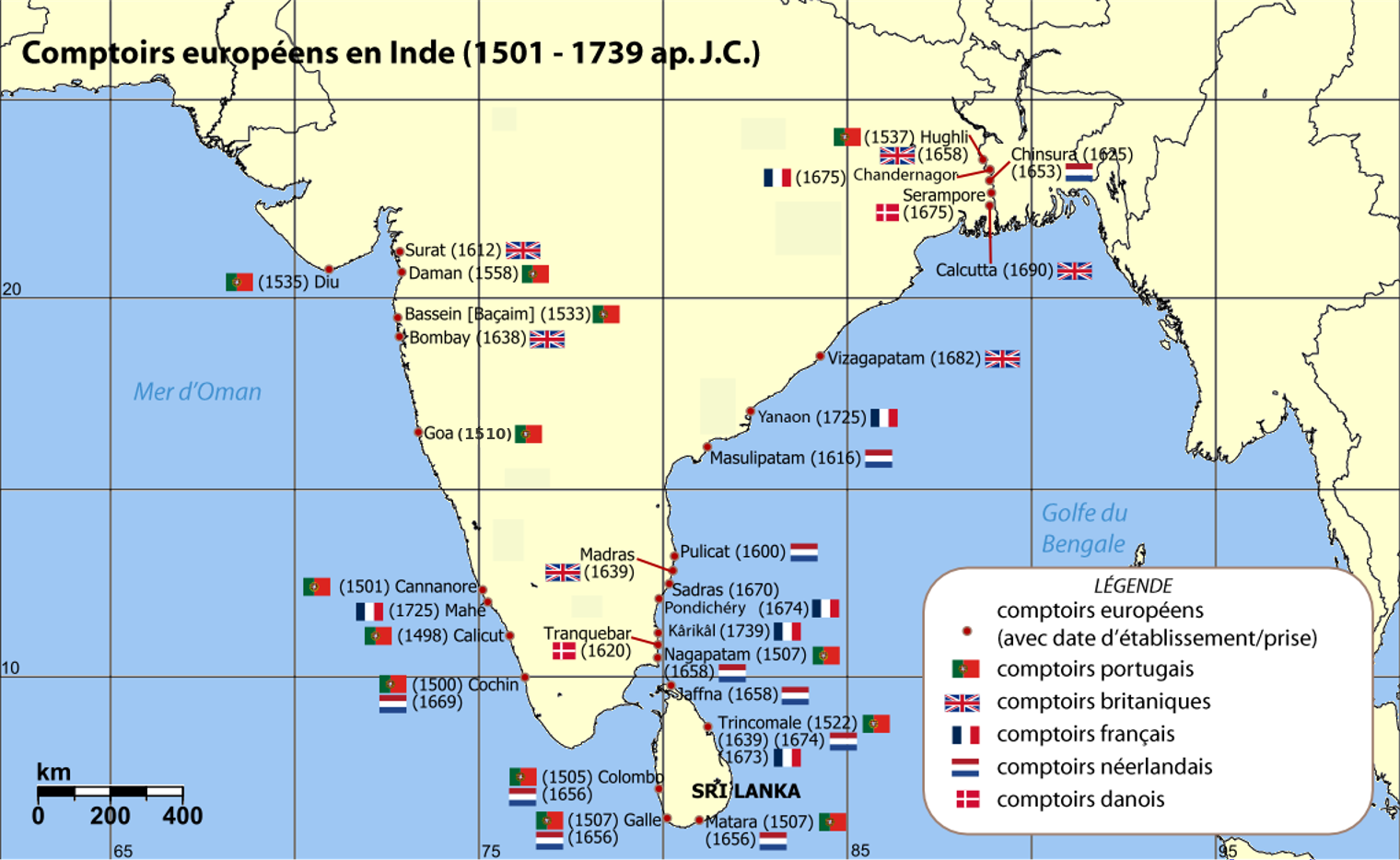
Les comptoirs européens en Inde, au XVIIIe siècle.

Il prend la mer dès son plus jeune âge. En 1718, alors âgé de 19 ans, il entre au service de la Compagnie française des Indes orientales comme lieutenant. Cinq ans plus tard, en 1724, il est nommé capitaine et montre tout son talent l'année suivante dans la prise de Mahé, sur la côte de Malabar.
Il quitte, peu de temps après, le service de la Compagnie des Indes, et arme pour son propre compte dans la mer des Indes. Il amasse pendant cette période une fortune considérable, qui lui permet à son retour en France de mener un grand train de vie. Il sert ensuite deux ans sous les ordres du vice-roi des Indes portugaises à Goa, puis retourne au service de la France.
En 1733, La Bourdonnais est nommé gouverneur général des Mascareignes, qui se trouvaient alors comprises dans le privilège de la Compagnie des Indes.

### Gouverneur général des Mascareignes

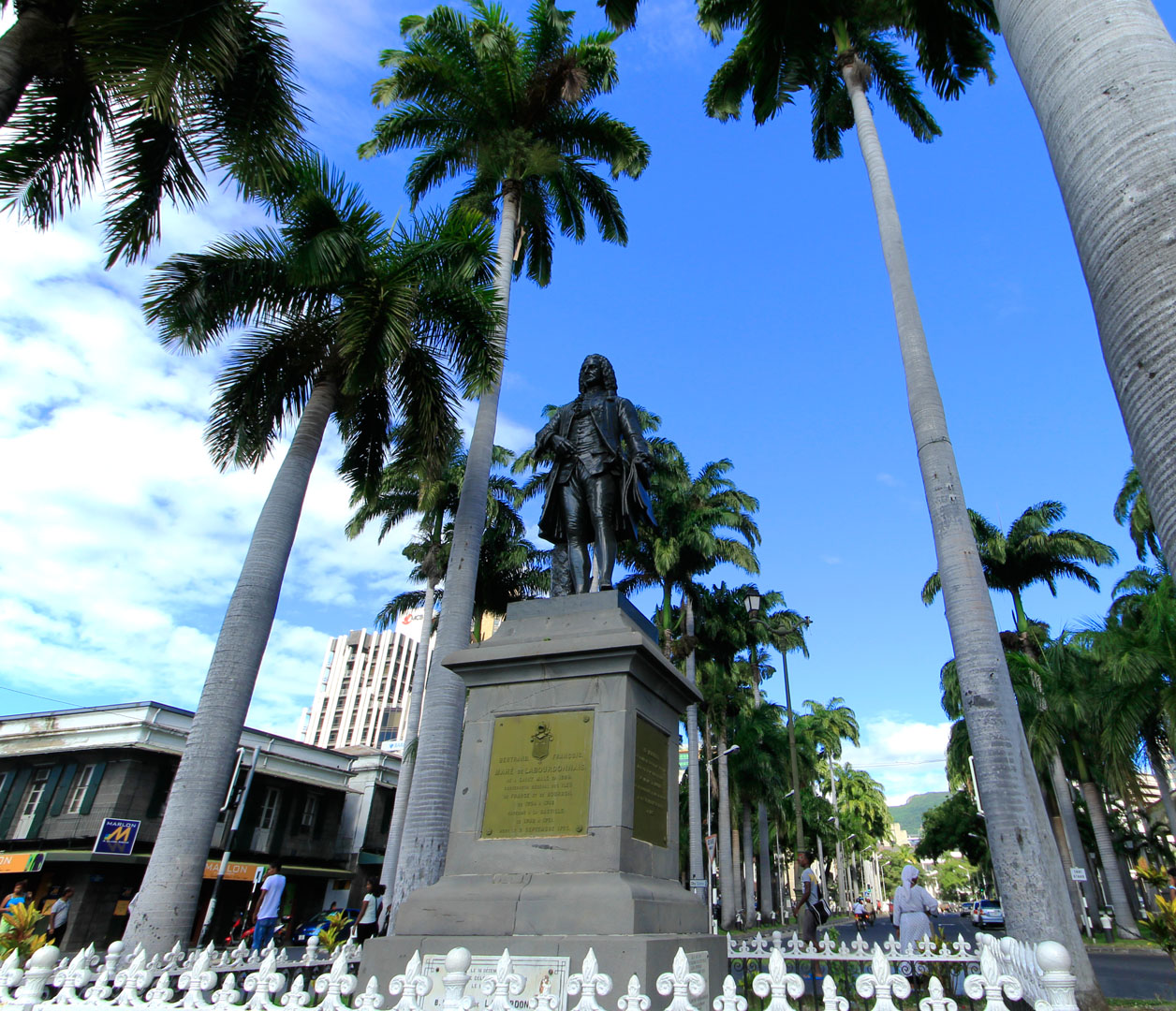
Statue de La Bourdonnais à la Place d'Armes, Port-Louis (Maurice).

Ces cinq premières années sous son administration sont marquées par de nombreux succès : il contribue à leur développement tant militaire qu'économique.
À l'Isle de France, pour lancer la culture de la canne à sucre, il crée la première sucrerie de l’île au quartier des Pamplemousses avec du matériel venant de France. Et pour encourager les cultures vivrières, il aménage dans les jardins de Monplaisir, sa luxueuse résidence du quartier des Pamplemousses, des potagers et des vergers dont les fruits et légumes serviront à ravitailler les équipages à Port-Louis. Il encourage aussi les colons à cultiver le manioc, plante résistante aux divers prédateurs (rats, sauterelles), et dont la racine fournit une farine, la cassave, qui deviendra la nourriture de base des esclaves.
Pour approvisionner les îles en main-d’œuvre, et surtout l’île de France, il intensifie la traite négrière que seule la Compagnie des Indes peut alors exercer pour les Mascareignes. A l'île de France, 648 esclaves sont recensés en 1735. Mahé de la Bourdonnais fait passer ce chiffre à 2612 en 1740.
En 1741, il annonce aux colons que la Compagnie des Indes renonce à son droit exclusif d’introduire des marchandises et des esclaves. Loin d’arrêter la traite négrière, ce mécanisme de libéralisation économique augmentera la traite lui donnant une dimension plus spéculative. Il participe alors à cette économie de troc entre l’Inde, l’Afrique et Madagascar.
Il entreprend de doter Port-Louis, appelé jusque-là « Le Camp », d’une bonne infrastructure portuaire. Il fait creuser le port, l’enrichit d’une cale sèche pour réparer et construire les navires, d’un arsenal et d’un hôpital.
L'historien et biographe, Léon Guérin, dans son Histoire maritime de France (1844) : 

« Dès que La Bourdonnais fut arrivé dans les îles de son gouvernement, il les étudia à fond. Son heureuse pénétration, son infatigable activité abrégèrent le travail. Il établit partout la discipline et la subordination, maniant avec autant d'adresse que de sévérité des esprits fougueux, et qui jamais encore ne s'étaient vus retenus dans les bornes du devoir et de l'obéissance. Après avoir réglé les intérêts moraux, comme eût fait un législateur consommé, il prit soin, en bon père, des intérêts matériels des colons. Le premier, il dota les îles de France et de Bourbon de leurs plantations de canne à sucre, et il établit des raffineries qui produisirent presque immédiatement à la Compagnie des Indes des sommes considérables. Il fonda aussi des fabriques de coton et d'indigo, fit cultiver le riz et le blé pour la nourriture des Européens, et naturalisa aux îles orientales de l'Afrique, pour la subsistance des esclaves, le manioc, qu'il avait apporté du Brésil. Manquant d'ingénieurs et d'architectes, La Bourdonnais se fit l'un et l'autre, et bientôt des maisons, des hôpitaux, des magasins, des arsenaux même, s'élevèrent à la place des cabanes, avec de bonnes fortifications pour protéger le tout ; des communications furent ouvertes, des canaux creusés, des ponts, des aqueducs, un port et des quais construits comme par enchantement.
Avant l'arrivée de La Bourdonnais on ne savait, à l'Île-de-France, ce que c'était de radouber ou de caréner un vaisseau. Les habitants, qui avaient de petites embarcations pour aller à la pêche, étaient incapables d'y faire par eux-mêmes la moindre réparation, et n'attendaient rien que du secours des ouvriers qui, de hasard, relâchaient sur leurs côtes. L'intelligent gouverneur, dont le coup d'œil avait deviné dans l'Île-de-France une émule possible de la colonie hollandaise de Batavia, un entrepôt commode et sûr pour la Compagnie française des Indes-Orientales, encouragea de toutes ses forces les colons à le seconder. Il fit chercher, voiturer, façonner tous les bois propres à la marine, et, en moins de deux ans, il eut tous les matériaux qu'il désirait à sa disposition… Bientôt les ouvriers de l'Île-de-France furent en état de doubler et radouber, non-seulement les bâtiments de leurs côtes, mais encore ceux qui venaient d'Europe. On ne s'en tint pas là. Un beau brigantin, navire de bas bord avec un grand mât, un mât de misaine et un mât de beaupré, plus en usage pour le commerce que pour la guerre, quoique très propre à faire la course, fut entrepris avec un plein succès par La Bourdonnais, qui lui fit succéder immédiatement, sur le chantier, un bâtiment de cinq cents tonneaux. Le port de l'Île-de-France ne tarda pas à être en aussi bonne renommée, pour la construction des vaisseaux, que celui de Lorient… C'est ainsi que l'Isle-de-France et celle de Bourbon, hier encore presque dédaignées comme d'inutiles rochers, devinrent en quelques jours l'orgueil de la mer des Indes, l'objet de la jalousie et de l'ambition des Anglais et des Hollandais. »

Il lance également une forte répression contre les Marrons, créant un corps spécifique pour leur donner la chasse, et récompensant chaque capture. Sur l'île Bourbon, il fait aménager le port de Saint-Denis et fonde la ville de Saint-Louis. Mais en 1740, alors qu'il se trouve en visite en France, il est obligé de repartir pour l'Inde pour faire face à la Marine britannique.
Cependant, ces aménagements considérables n'ont pas le succès escompté en France. Les financiers, qui dirigeaient à Paris les affaires de la Compagnie des Indes, se mettent à voir d'un mauvais œil les dépenses de leur premier établissement : ils les trouvent ruineuses et reprochent au gouverneur de ne pas assez prendre soin de leurs dividendes et de trop sacrifier le présent à l'avenir. La Bourdonnais est obligé de se justifier. Il est accusé d'administrer beaucoup plus pour son intérêt personnel que pour celui de la Compagnie. Alors qu'un des directeurs de la Compagnie lui demande un jour comment, ayant si bien fait fructifier ses propres affaires, il avait si mal conduit celles de la Compagnie, il répond fièrement à cette question : « C'est que j'ai fait mes affaires selon mes lumières, et celles de la Compagnie d'après vos instructions. » Il reçoit un brevet de Capitaine de frégate dans la Marine royale, en 1741. La même année, à la tête d'une escadre armée de moyens de fortune, le capitaine de La Bourdonnais libère une seconde fois le comptoir occupé par les Marathes.

### Guerre de Succession d'Autriche (1740-1748)
Cependant, la politique de la paix à tout prix avait cessé de prévaloir au sein du gouvernement de la France, depuis la mort du cardinal de Fleury. En 1744, un an après la mort de ce très pacifique ministre, la France se trouve obligée de déclarer la guerre à l'Angleterre et à l'Autriche. Pour Voltaire, « La France ni l'Espagne, ne peuvent être en guerre avec l'Angleterre, que cette secousse donnée à l'Europe ne se fasse sentir aux extrémités du monde. » C'était aussi l'opinion de La Bourdonnais. Se trouvant à Paris au moment de la déclaration de guerre, il propose au gouvernement un projet dont l'objet est d'assurer, pendant la guerre, le contrôle de la mer des Indes à la France. Selon l'abbé Raynal :

« Convaincu que celle des deux nations qui serait la première en armes dans l'Inde aurait un avantage décisif, il demanda une escadre qu'il conduirait à l'Île-de-France, où il attendrait le commencement des hostilités. Alors il devait partir de cette île et aller croiser dans le détroit de la Sonde, par lequel passent la plupart des vaisseaux qui vont en Chine, et tous ceux qui en reviennent. Il y aurait intercepté les bâtiments anglais et sauvé ceux de son pays. Il s'y serait même emparé de la petite escadre que l'Angleterre envoya dans les mêmes parages, et, maitre des mers de l'Inde, il y aurait ruiné tous les établissements anglais. »

Le ministre de la Marine, Jean Frédéric Phélypeaux de Maurepas, comprend ce projet et l'accueille avec faveur. L'escadre demandée par La Bourdonnais lui est accordée ; mais, la Compagnie des Indes, qui n'avait pas été consultée, s'offense dans un premier temps, et s'effraie de cette entreprise dont les dépenses pèseraient sur elle, et dont La Bourdonnais aurait seul toute la gloire, mais également tous les profits. Elle prétend alors qu'un traité avec la Compagnie anglaise des Indes orientales la contraint à une neutralité complète dans l'océan Indien. Finalement, elle intrigue si bien, que l'escadre est rappelée. Mais, au premier signal de guerre, le gouvernement de Saint-James, qui n'était pas assez mal avisé pour sacrifier les grands intérêts de la politique aux petites vues d'une société de marchands, envoya dans la mer des Indes une escadre, et celle-ci fit main basse sur tous les bâtiments français naviguant dans ces parages sous la foi de cette neutralité dont s'était si naïvement bercée notre Compagnie des Indes.

« La Bourdonnais fut touché des inepties qui causaient le malheur de l’État, comme s'il les eût faites lui-même, et il ne songea qu'à les réparer. A force de soins, de constance, de ressources de toute espèce, dont personne ne s'était avisé avant lui; sans magasins, sans agrès, sans équipages ni officiers de bonne volonté, il parvint à former une escadre composée d'un vaisseau de soixante canons, et de cinq navires marchands armés en guerre. »

#### Bataille de Négapatam (6 juillet 1746)

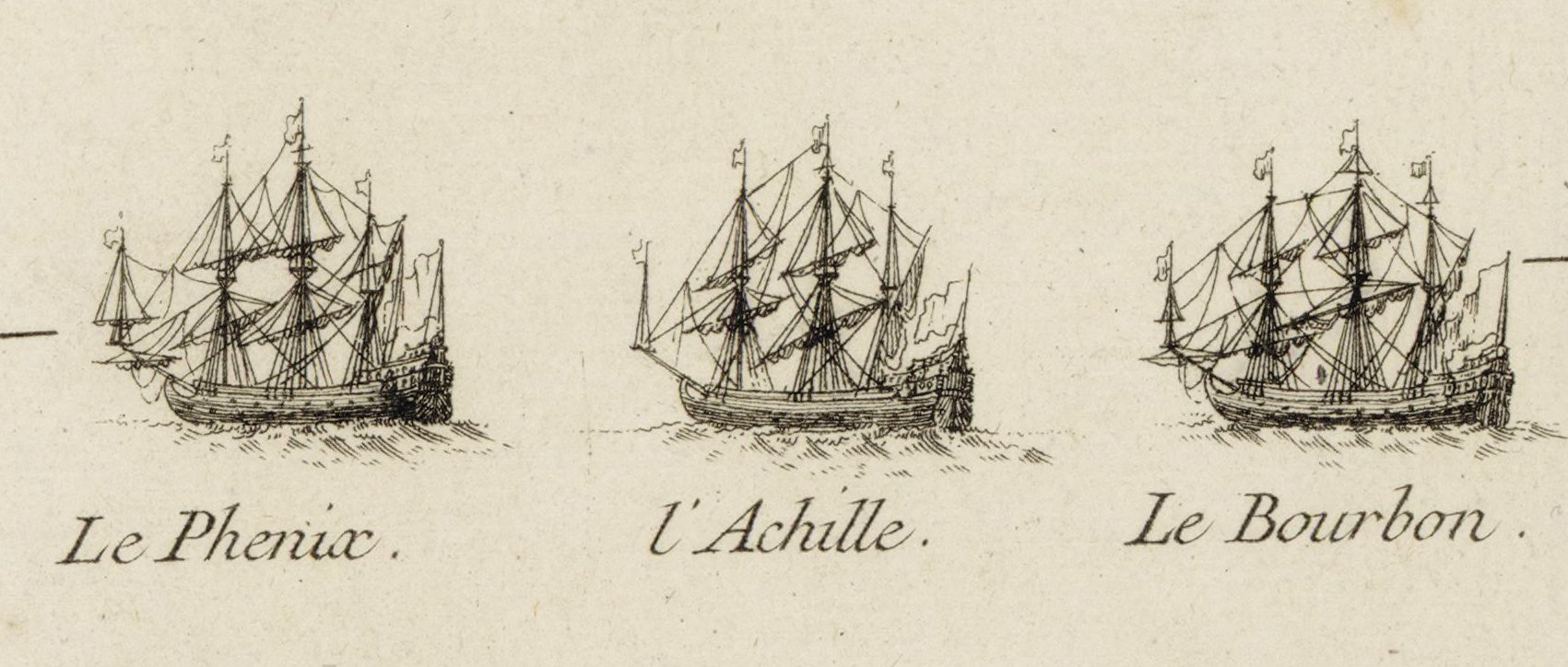
Trois des bâtiments de l'escadre de La Bourdonnais, dont le vaisseau-amiral, l’Achille.

C'est avec cette escadre improvisée que La Bourdonnais se met à la recherche de l'escadre anglaise commandée par Lord Peyton, forte de six vaisseaux de guerre. Il la découvre le 6 juillet 1746, à cinq heures du matin, à la hauteur de Négapatam, dans le golfe du Bengale. Léon Guérin en fait le récit :

« Le temps était serein, la mer belle, et il faisait un petit frais. Les vaisseaux anglais, plus fins manœuvriers et meilleurs voiliers que ceux qui avaient été si hâtivement construits par les Français, conservèrent avec soin l'avantage du vent. La Bourdonnais, perdant l'espérance de le pouvoir gagner, mit en travers tous ses huniers, pour attendre l'ennemi dans quelque position que ce fût. Mais les Anglais, voulant apparemment tâter le feu de leurs adversaires et étudier les mouvements de ceux-ci avant de se livrer, n'arrivèrent que sur les quatre heures du soir, afin de pouvoir fuir à la faveur des ténèbres si le combat leur devenait désavantageux. La Bourdonnais les laissa tirer les premiers; mais il leur riposta avec un tel élan, que le commandant anglais (Peyton), qui avait assisté à plusieurs actions, avoua qu'il n'en avait jamais vu une aussi chaude. L'Achille, monté par La Bourdonnais, tira à lui seul mille coups de canon dans moins de deux heures ; et cependant, comme il était contraint de prêter toujours le même côté, il n'y avait que vingt-cinq de ses pièces qui pussent jouer, tandis que les vaisseaux anglais, virant sur une même ligne avec une vitesse admirable et sans perdre un pouce d'espace, se servaient tout à l'aise de leurs deux batteries. Mais l'activité du feu suppléait, du côté des Français, à l'infériorité du nombre des canons. L'artillerie de La Bourdonnais était garnie de platines de fusil appliquées à côté de la lumière, et, par ce moyen et celui d'un bout de ligne attaché à la gâchette, que le pointeur tirait aussitôt que le mouvement du navire mettait la pièce de canon vis-à-vis de son objet, le feu avait la promptitude du coup d'œil. Cette invention, due à La Bourdonnais lui-même, ne contribua pas peu à faire pencher le sort des armes en faveur des Français. Autant ceux-ci se montrèrent empressés d'en venir à l'abordage, autant leurs ennemis cherchèrent à l'éviter. Le commandant anglais ne se laissa jamais approcher qu'à portée de mitraille. Toutefois, après trois heures de combat, son escadre, affreusement maltraitée, profita de la nuit pour hâter sa fuite, tandis que La Bourdonnais, tous ses fanaux de combat allumés, la poursuivit encore à travers une épaisse obscurité. Peyton s'était allé réfugier dans la baie de Trinquemale, à l'île de Ceylan. La Bourdonnais avait résolu de le relancer jusque dans sa retraite et d'y brûler ses vaisseaux ; mais l'Anglais, prévenu à temps de ce projet, prit les devants et disparut tout à fait. La mer des Indes fut aux Français. »

#### Prise de Madras (septembre 1746)

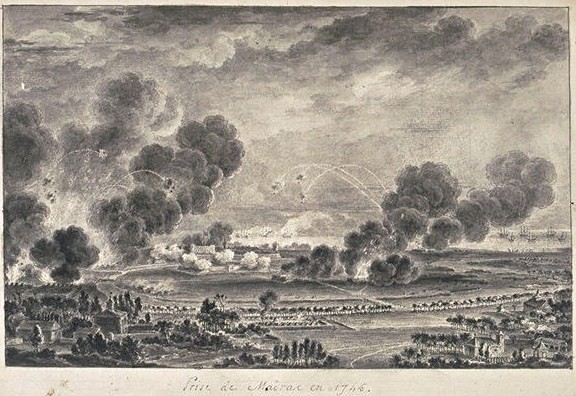
Le siège de Madras en 1746. La prise de la ville est une brillante victoire de La Bourdonnais.

Cinq mois après le combat de Négapatnam, La Bourdonnais débarque le 15 septembre 1746, sur la plage de Madras, établissement anglais rival de Pondichéry, et à 90 milles de distance sur la même côte. Le 20 septembre au matin, le gouverneur anglais de la place, effrayé des ravages de son artillerie, lui demande quelle rançon il compte exiger pour se retirer: « Allez dire à celui qui vous envoie, répondit avec indignation le capitaine français, que l'honneur n'est pas une chose qui se vende. Je suis venu devant Madras pour y arborer le drapeau de la France, et ce drapeau y sera arboré ou je mourrai sous ces murs. » En conséquence de cette fière réponse, il fait demander à bord de ses vaisseaux des hommes de bonne volonté pour monter sans plus de retard à l'assaut.
Il en trouve beaucoup plus qu'il n'en fallait ; soldats et matelots se disputent l'honneur de la première escalade. Mais les Anglais rendent cette bravoure inutile en apportant les clefs de Madras au vainqueur de Négapatam. La Bourdonnais fait son entrée dans la « ville blanche » le 21 septembre, à la tête de 1 500 hommes ; sur les tours du fort Saint-Georges, qui défendait la ville, le pavillon fleurdelisé est substitué à celui d'Angleterre et salué de vingt et un coups de canon.
Une fois cette satisfaction donnée à l'honneur français, les Anglais demandent à pouvoir se racheter, eux et leur établissement; une concession que La Bourdonnais leur accorde en conformité avec les instructions qu'il avait reçues de France, et qui prévoyaient, en termes formels, qu'il « ne garderait aucune des conquêtes qu'il pourrait faire dans l'Inde ». Le prix de la capitulation est fixé à 1 100 000 pagodes, représentant environ 9 millions de livres.

### Conflit avec Dupleix

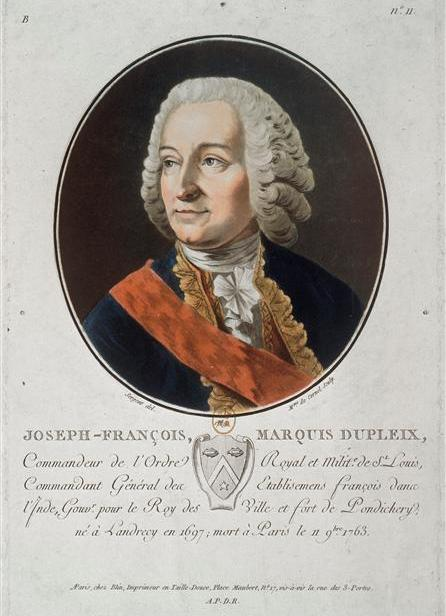
Portrait de Joseph François Dupleix, avec qui La Bourdonnais sera en conflit.

La capture rapide de Madras, dégage ainsi Pondichéry – où le général Dupleix s'était réfugié – de la menace anglaise, mais il se brouille avec Dupleix au sujet du sort de la ville. La Bourdonnais, qui est un marin ayant une mentalité corsaire, veut rendre la ville aux Anglais contre une rançon. Dupleix, plus « terrien » que son collègue de l'Isle de France, veut éradiquer la présence anglaise dans le secteur pour y préserver les intérêts français. Il refuse la transaction et fait raser Madras.
Louis-Nicolas Bescherelle juge l'attitude de Dupleix, plus durement encore :

« […] l'intervention d'un homme qui prétendait au monopole de tout ce qui pouvait s'accomplir de grand et de glorieux au nom de la France, dans l'Indoustan, rendit ce brillant succès de La Bourdonnais stérile pour son pays et funeste pour lui-même. Dupleix, gouverneur général des Indes à Pondichéry, homme d'un vaste génie d'ailleurs, ne pouvait voir sans jalousie le gouverneur de Bourbon et de l'Ile-de-France rivaliser avec lui, dans l'Inde, de renommée et d'influence. Il ne vit dans la prise de Madras par son rival, qu'il avait la prétention de traiter en subordonné, qu'un larcin fait à sa gloire. Il soutint qu'une fois tombée au pouvoir des Français, Madras était entrée dans sa juridiction, et que La Bourdonnais avait outrepassé ses pouvoirs en traitant du rachat de la ville conquise. Il déclara que la capitulation ne serait pas exécutée, et elle ne le fut pas en effet. »

Cette violente dispute prive Dupleix de soutien naval et empêche les Français d'obtenir une victoire complète en Inde lors de ce conflit. La Bourdonnais, exaspéré, rentre sur les Mascareignes, où il apprend que son poste de gouverneur lui a été retiré

### Mission en Martinique, retour en Europe et arrestation
À la demande du nouveau gouverneur, il accepte la mission périlleuse de conduire en Martinique, à travers les escadres anglaises qui tenaient la mer, six vaisseaux de la Compagnie des Indes destinés pour l'Europe. Il échappe aux escadres ennemies, mais pas à la tempête qui l'assaille au passage du cap de Bonne-Espérance et disperse ses vaisseaux. Il ne peut en ramener que trois à la destination qui lui avait été assignée.
Sans emploi, il décide de rentrer en Europe. Il embarque, sous un faux nom, à bord d’un bâtiment hollandais qu'il avait pris dans l'île Saint-Eustache, mais il est reconnu à Falmouth, où le bâtiment était venu loucher, et conduit à Londres comme prisonnier de guerre. L'Angleterre traite généreusement son prisonnier et n'exige uniquement de lui qu'il ne quitte pas la ville. La Compagnie anglaise des Indes orientales, les ministres, les princes de Grande-Bretagne, lui prodiguent des témoignages d'intérêt et d'estime. L'héritier du trône, le présentant à son épouse dit :
« Voilà, Madame, cet homme qui nous a tant fait de mal dans les Indes.
— Ah ! Monseigneur, reprit vivement La Bourdonnais, en m'annonçant ainsi, vous allez me faire regarder avec horreur.
— Ne craignez rien, répliqua le prince, on ne peut qu'estimer l'officier qui sert bien son roi, et qui fait la guerre en ennemi humain et généreux. »
À Paris, les choses se passent bien différemment. Des mémoires envoyés par Dupleix sont arrivés de Pondichéry dénonçant le colonisateur de l'Isle de France et le vainqueur de Madras comme un traître lâchement vendu aux intérêts des ennemis de son prince et de son pays. Brûlant d'aller confondre ses calomniateurs, La Bourdonnais obtient, sur parole, de passer en France. II se rend directement la Cour de France à Versailles, et demande des juges avec le calme et la fierté d'un homme fort de son innocence. La nuit même, en vertu d'un ordre du roi, il est arrêté et jeté à la prison de la Bastille le 3 mars 1748 pour spéculation et mauvaise administration.

### L'«embastillement» et la mort

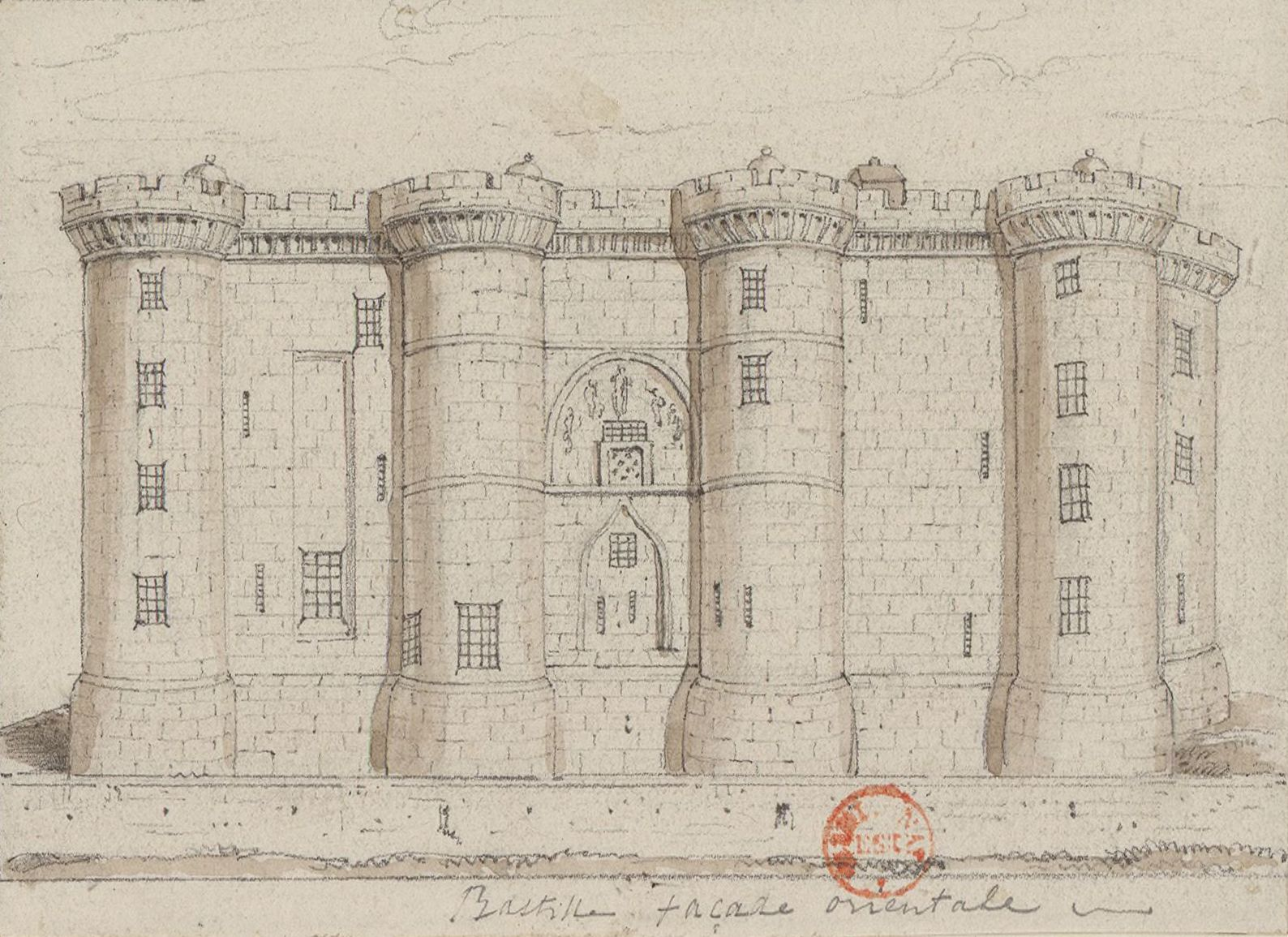
La Bastille, façade est, en 1790 ou 1791.

La Bourdonnais y est détenu pendant trois ans, privé de toute communication avec sa famille pendant la première année, année pendant laquelle sa santé se dégrade sérieusement,. La Bourdonnais emploie les longues heures de sa prison à rédiger ses Mémoires. Il y joint une carte de sa composition, établissant avec précision la topographie respective des îles de France, de Bourbon et de Pondichéry, afin de faire ressortir l'indépendance réciproque des deux gouvernements. Mais, disposant de très peu de moyens dans sa cellule, il doit déployer son génie inventif afin de trouver les ressources nécessaires à son travail.
La Bourdonnais apprend, au bout de trois ans et dans un état de santé très dégradé, qu'un jugement solennel avait proclamé son innocence, et il voit enfin les portes de la Bastille s'ouvrir le 3 février 1751, pour lui rendre la liberté. Mais souffrant de paralysie en raison de ses conditions de détention, il meurt le 10 novembre 1753, rue d'Enfer à Paris, moins de deux ans après sa sortie de la Bastille.
À sa mort, le roi alloue à sa veuve une modeste pension de 2 400 livres.

## Jugement par les historiens
Le célèbre philosophe et écrivain Voltaire, dit de lui : « Mahé de La Bourdonnais était, comme les Duquesne, les Bart, les Duguay-Trouin, capable de faire beaucoup avec peu, et aussi intelligent dans le commerce que dans la marine… Cet homme, à la fois négociant et guerrier, vengea l'honneur du pavillon français en Asie. ».
Cet éloge est complété par le lexicographe et grammairien Louis-Nicolas Bescherelle, qui dit de La Bourdonnais : « le gouverneur de Bourbon et de l'Île-de-France, le vainqueur de Negapatam et de Madras, a prouvé qu'il n'était pas moins expert dans la mécanique, dans l'art des constructions navales et des fortifications, dans la tactique des armées de terre, que dans la science du marin. Et pourtant il avait commencé à naviguer dès l'âge de dix ans, et toute son éducation avait dû se faire à bord des navires sur lesquels, avant sa dix-neuvième année accomplie, il avait déjà parcouru toutes les mers du Sud, du Nord et du Levant. Il est vrai que, chez lui, la plus grande facilité de conception s'unissait à une grande opiniâtreté de travail, et que, dès son plus jeune âge, il avait contracté l'habitude de ne jamais donner plus de deux ou trois heures consécutives au sommeil. Dans ses nombreuses et longues traversées sur les bâtiments de commerce qui faisaient la traite de Saint-Malo aux Indes-Orientales et aux îles Philippines, il s'était quelquefois rencontré avec des hommes instruits, qui s'étaient plu à cultiver son heureuse aptitude pour les études mathématiques et les sciences exactes, et il avait profité avec avidité de leurs leçons. »
Le 26 avril 2023, à La Réunion, Ericka Bareigts, maire de Saint-Denis, en accord avec Jérôme Filippini, préfet de l'île, annonce que sa statue monumentale, œuvre du sculpteur Louis Rochet, inscrite depuis 2000 à l’inventaire des monuments historiques, serait déplacée depuis le square du centre-ville, à côté de la préfecture et face à l’océan Indien où elle se trouve depuis son inauguration en 1856, vers la caserne Lambert, en raison du passé d’officier de marine de Mahé de La Bourdonnais. Ce transfert, dénoncé par certains comme un "déboulonnage", fait l'objet de pétitions contradictoires et de controverses parmi les historiens.

## Iconographie

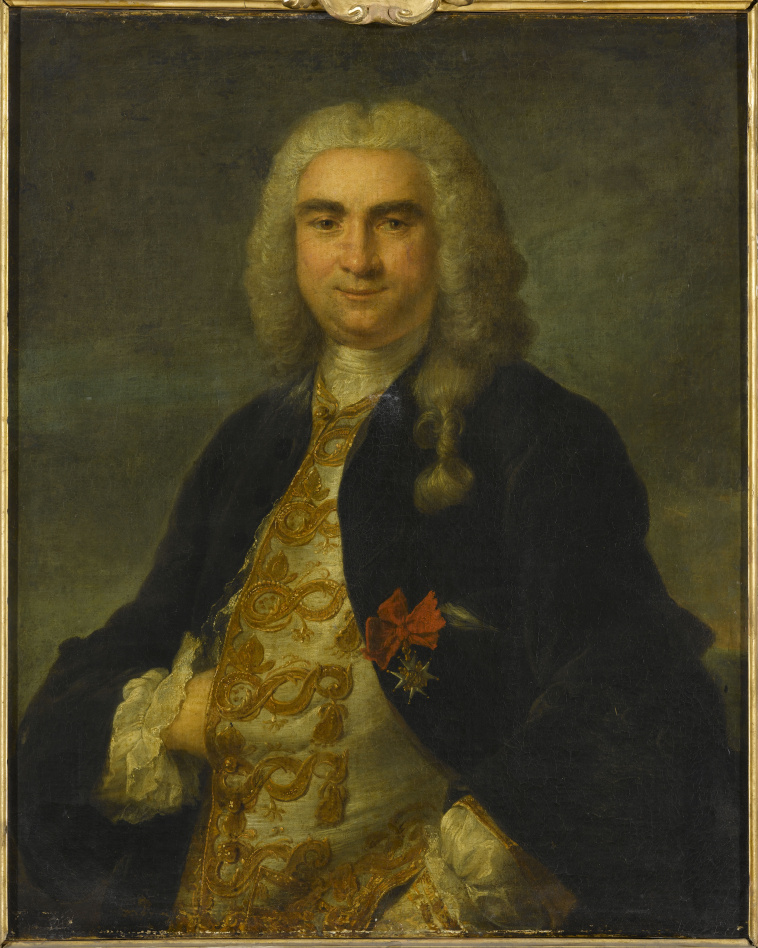
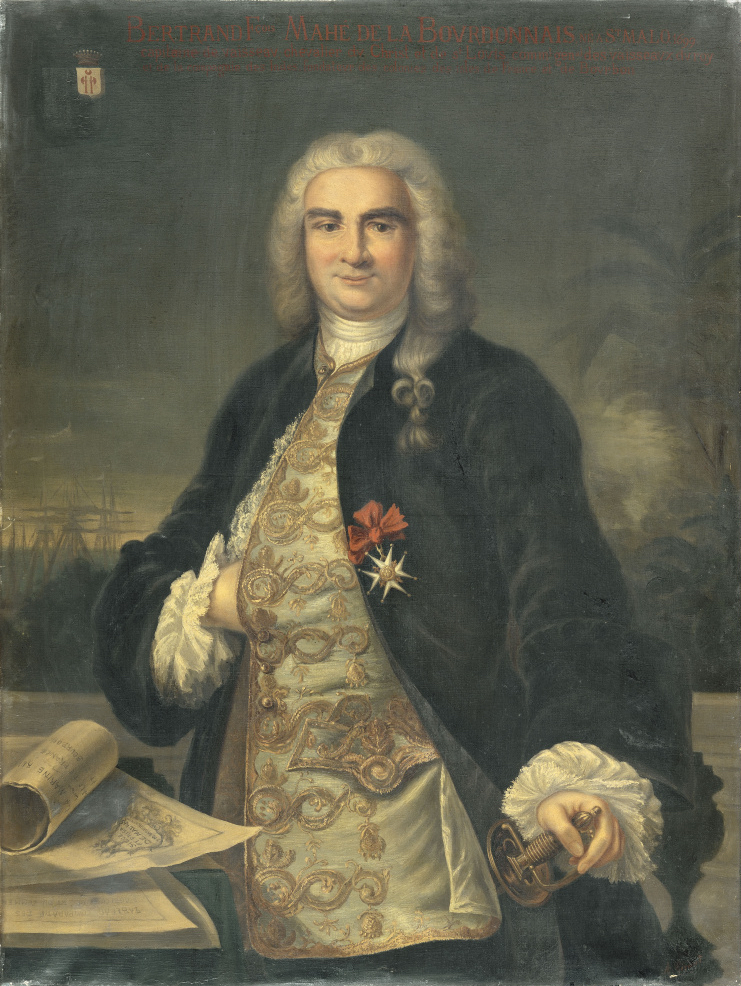
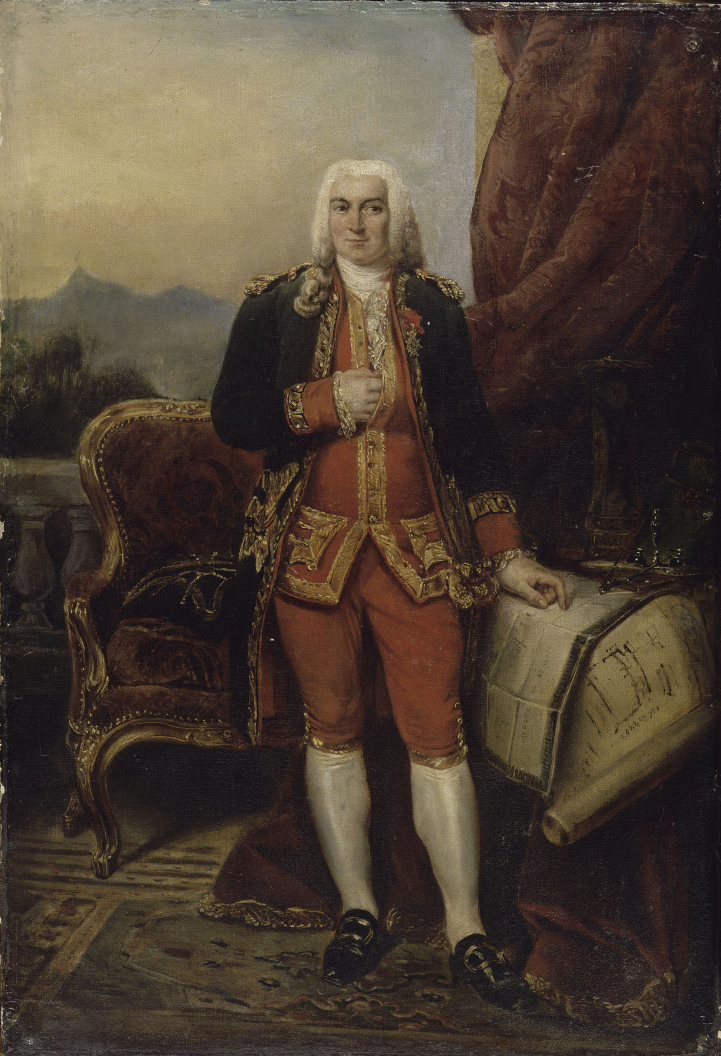
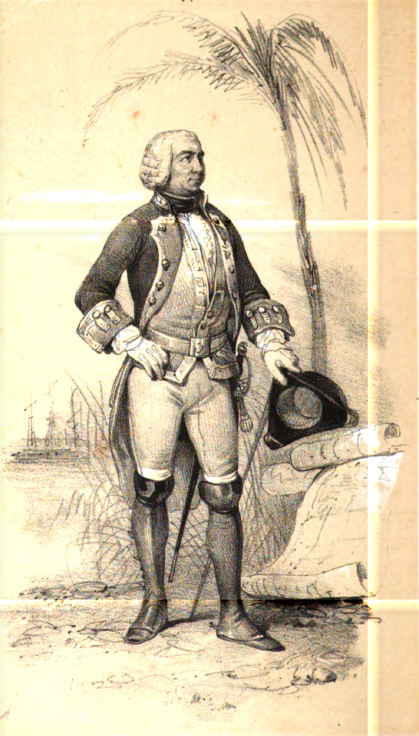

## Mariages et descendance

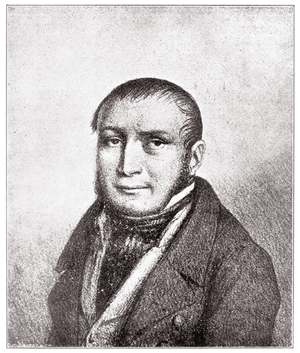
Portrait de Louis-Charles Mahé de La Bourdonnais, célèbre joueur d'échecs, petit-fils de Bertrand François Mahé de La Bourdonnais.

Bertrand François Mahé de La Bourdonnais épouse, en premières noces, le 24 novembre 1733, à la Chapelle du Vau Salmon à Paramé, Marie Anne Lebrun de la Franquerie (1712-1738), dont : 
- François Gilles Mahé de La Bourdonnais (1736-1738)
- Louis Philibert François Mahé de La Bourdonnais (1737-1744)

Deux ans après la mort de sa première femme, il se remarie, le 27 novembre 1740, à Paris, avec Charlotte de Combault d'Auteuil (1718-1787), dont :
- Charlotte Françoise Mahé de La Bourdonnais (1741). Elle épouse en 1766 à Paris Louis Hercule de Montlezun[19].
- Louis François Mahé de La Bourdonnais (1743-1810)[20], Lieutenant des chasses du roi, dont :
  - Louis-Charles Mahé de La Bourdonnais, un des meilleurs joueurs d’échecs du début du XIXe siècle
- N... Mahé de La Bourdonnais (1744)
- Pierrette Thérèse Mahé de La Bourdonnais (1746). Elle épouse en 1767 à Boissy-Saint-Léger, Louis Charles César Combault d'Auteuil, son cousin germain[21].
- Catherine Mahé de La Bourdonnais.

## Postérité et critiques

### Toponymes, voies et monuments

#### Toponymes
- Mahébourg : Une ville du sud de l'île Maurice, dénommée en son honneur,
- Mahé : la principale ile des Seychelles, sur laquelle se trouve la capitale du pays
- Presqu'île La Bourdonnais, située aux îles Kerguelen.
- Mahé Technologies : une compagnie de développement logiciel mauricienne

La ville indienne de Mahé, située sur la côte de Malabar, ne fut cependant pas baptisée ainsi en sa mémoire mais en lien avec le nom donné à la rivière et à la région locales en langue malayalam (Mayyazhi). Orthographiée également Mayé ou Mahié  jusqu'au début du XIXe siècle, l'orthographe Mahé s'est finalement imposée, en partie à cause de l'association de Bertrand François Mahé de La Bourdonnais à la capture de cette ville en 1741.

#### Noms de voies
Deux voies parisiennes portent le nom de La Bourdonnais :
- Avenue de La Bourdonnais, dans le 7e arrondissement
- Port de La Bourdonnais, voie sur berges de la Seine, dans le 7e arrondissement

Deux rues de Pondichéry portent également son nom : 
- la rue Labourdonnais
- la rue Mahé de Labourdonnais

Un boulevard de Toamasina à Madagascar portent également son nom : 
- le boulevard Mahé de Labourdonnais

Autres :
- Rue de la Bourdonnais, à Nantes
- Avenue de la Bourdonnais, à Villemomble
- Avenue de la Bourdonnais, à Touquet-Paris-Plage
- Avenue de la Bourdonnais, à Toulon
- Rue de la Bourdonnais, à Lens

#### Statues et monuments

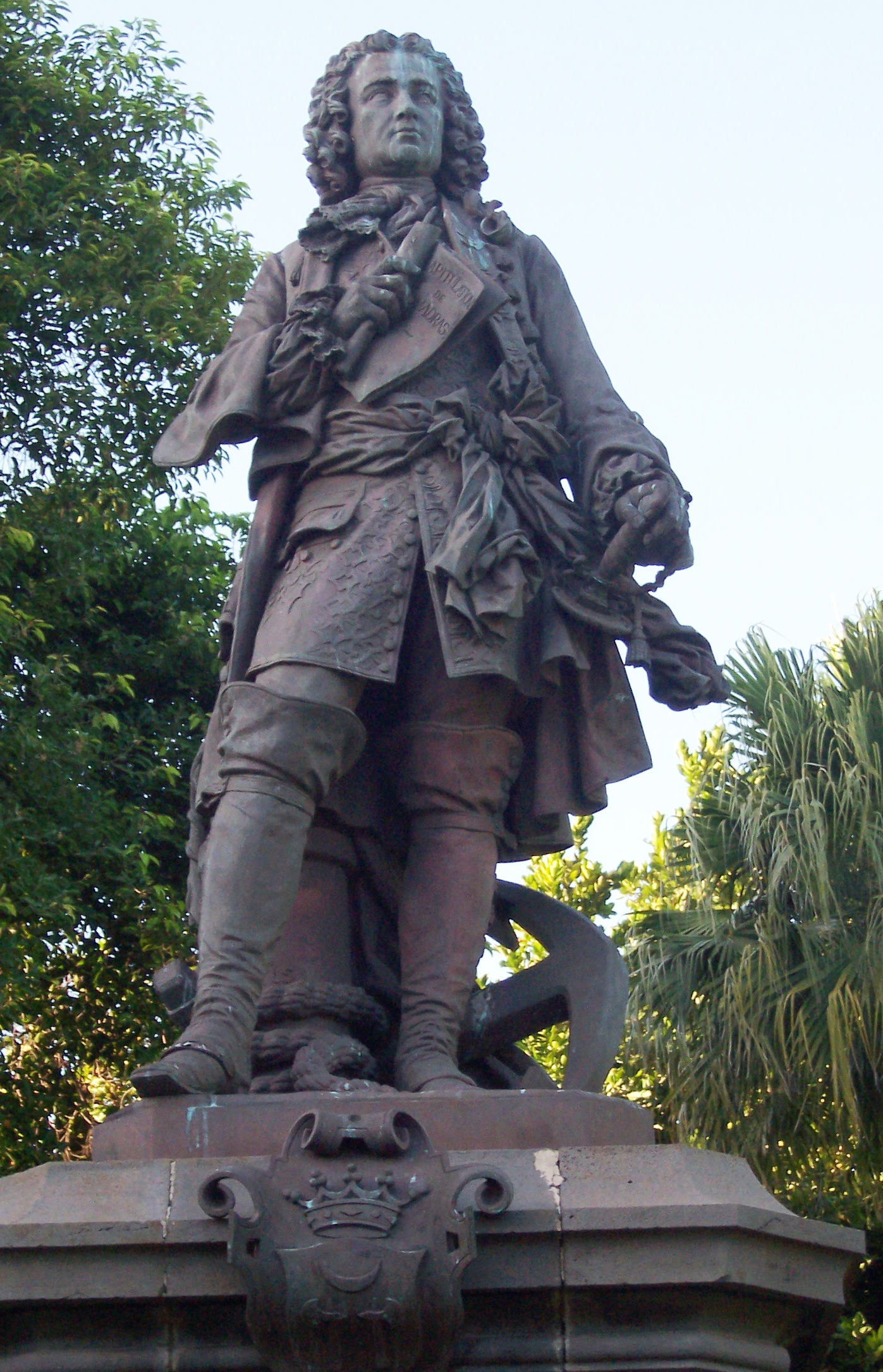
Statue de La Bourdonnais au Barachois, à Saint-Denis (La Réunion), démontée en décembre 2023 en vue de sa restauration. Elle sera ensuite ré-installée à un autre emplacement (la caserne Lambert).

Différents monuments lui ont été érigés : 
- une statue de François Mahé de La Bourdonnais, a été érigée en 1856 en sa mémoire au Barachois, La Réunion. Elle est inscrite en totalité à l'inventaire supplémentaire des Monuments historiques depuis le 14 août 2000[23],[24]. Très critiqué en raison de l'hommage qu'il rend à un grand colonisateur esclavagiste, le monument est plusieurs fois la cible de vandalisme militant, dans le cadre de la décolonisation de l'espace public[25],[26]. Le 26 avril 2023, le préfet Jérôme Filippini, la maire de Saint-Denis Ericka Bareigts et le général Laurent Cluzel, commandant supérieur des forces armées dans la zone sud de l’océan Indien (FAZSOI), annoncent que la statue monumentale de Mahé de Labourdonnais, sera déboulonnée et installée à la caserne Lambert, aux côtés d'autres monuments du patrimoine militaire de La Réunion[27].
- une statue est également érigée en face du port de Port-Louis, capitale de l'île Maurice.
- une statue est également érigée à Saint-Malo, à l'extérieur des remparts.

#### Noms d'établissements
- un lycée français porte son nom : le lycée La Bourdonnais à Curepipe (île Maurice)
- Collège Bertrand François Mahé de La bourdonnais[28] à Saint-Denis de la Réunion

### Navires
Ont porté le nom de La Bourdonnais :
Deux paquebots des Messageries maritimes :
- Un paquebot-poste (1862-1896)[29]
- Un paquebot mixte (1953-1976)

Deux bâtiments de la Marine nationale française :
- Un aviso de 1re classe (1875-1893)
- Un escorteur d'escadre (1955-1976)

### Philatélie
Plusieurs timbres ont été édités pour commémorer La Bourdonnais :
- en France, La Poste a mis en vente un timbre commémoratif de valeur faciale 2 francs 20 (+ 50 centimes au profit de la Croix-Rouge française), à 1 721 000 exemplaires, entre le 22 février et le 22 juillet 1988. Ce timbre fait partie d'une série intitulée : Personnages célèbres « Marins et explorateurs », comprenant en outre des timbres à l'effigie de Duquesne, Suffren, Bougainville, La Pérouse et Dumont d'Urville.
- à Maurice, la Mauritius Post a également édité plusieurs timbres :
  - un timbre de 25 cents représentant la statue de La Bourdonnais[31]
  - un timbre commémorant le tricentenaire de la naissance de La Bourdonnais de valeur faciale 7 Rs, mis en vente à partir du 11 février 1999[32].

### Littérature
La Bourdonnais figure dans le roman Paul et Virginie de Bernardin de Saint-Pierre. On l'y voit d'abord plutôt indifférent au sort de Madame de la Tour et à son humble requête. Un peu plus loin dans le roman, la riche tante de cette dernière passe par lui pour convaincre Madame de la Tour de lui envoyer sa fille Virginie afin d'en faire son héritière. À la fin du roman, après avoir tenté en vain de sauver les naufragés du Saint-Géran, il reconnaît que la vertueuse Virginie aurait mieux fait de rester parmi les siens dans la simplicité.